# Chad Stahelski
Chad Stahelski (20 de setembre de 1968) és un director de cinema i doble de risc estatunidenc, reconegut per dirigir la saga de John Wick. Stahelski, a més, va oficiar com a doble de Brandon Lee després de l'accident que va acabar amb la vida de l'actor durant el rodatge de la pel·lícula The Crow (1994). Ha treballat com a coordinador d'acrobàcies i director de segona unitat en varies pel·lícules.

## Filmografia
| Any         | Títol                                                                | Director | Productor    | Notes                     |
| ----------- | -------------------------------------------------------------------- | -------- | ------------ | ------------------------- |
| 2014        | John Wick                                                            | Si       | No acreditat | Amb David Leitch          |
| 2016        | Captain America: Civil War                                           | No       | No           | Director de segona unitat |
| 2017        | John Wick: Chapter 2                                                 | Si       | No           |                           |
| 2019        | John Wick: Chapter 3 – Parabellum                                    | Si       | Executiu     |                           |
| 2020        | Birds of Prey (and the Fantabulous Emancipation of one Harley Quinn) | No       | No           | Director de segona unitat |
| 2023        | John Wick: Chapter 4                                                 | Si       | Si           |                           |
| Per definir | Ghost of Tsushima Movie                                              | Si       | No           |                           |